# Skellig (album)
Skellig – drugi album studyjny zespołu Mr. Gil. Został wydany w 2010 roku, nakładem wytwórni Oskar.

## Lista utworów
źródło:.
1. "Skelling" – 8:43
2. "Mnie tu już nie ma" – 5:10
3. "Otwieram drzwi" – 7:57
4. "Rzeka" – 3:22
5. "Odmieniec" – 9:33
6. "Druga północ" – 5:32
7. "Czas i ja" – 5:14

## Twórcy
źródło:.
- Mirosław Gil – gitary
- Karol Wróblewski – śpiew
- Wojciech Szadkowski – perkusja
- Przemysław Zawadzki – gitara basowa